# Daniëlle Jansen
Daniëlle Elizabeth Maria Carolina Jansen (ur. 29 września 1970 w m. Tollebeek) – holenderska nauczycielka akademicka i polityk, posłanka do Tweede Kamer, od 2025 minister zdrowia, zabezpieczenia społecznego i sportu.

## Życiorys
Absolwentka pielęgniarstwa na uczelni Hanzehogeschool Groningen (1993). Następnie kształciła się na Uniwersytecie w Groningen, gdzie uzyskała magisterium z socjologii (1996) i doktorat z nauk medycznych (2006). Z zawodu nauczycielka akademicka, związana z Uniwersytetem w Groningen i działającym w jego ramach uniwersyteckim centrum medycznym UMCG. Pełniła w nim m.in. funkcję koordynatorki do spraw położnictwa. W latach 2013–2021 kierowała sekcją zdrowia dzieci i młodzieży w Europejskim Stowarzyszeniu Zdrowia Publicznego (EUPHA).
W 2023 dołączyła do Nowej Umowy Społecznej Pietera Omtzigta. W tym samym roku z jej ramienia uzyskała mandat deputowanej do Tweede Kamer. W czerwcu 2025 objęła urząd ministra zdrowia, zabezpieczenia społecznego i sportu w rządzie Dicka Schoofa.